# Giovanni di Pierfrancesco de’ Medici

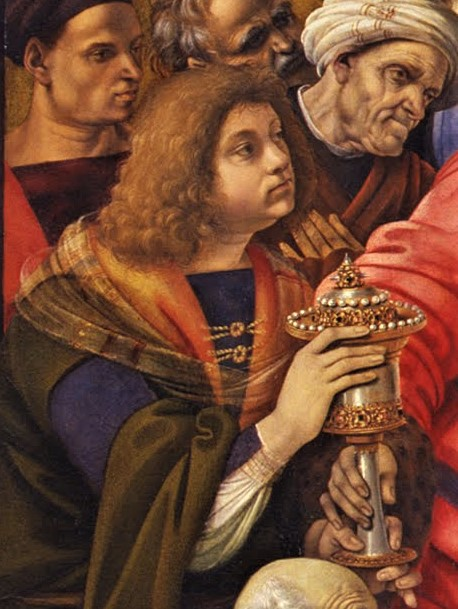
Porträt Giovanni il Popolano, Detail aus Anbetung der Könige von Filippino Lippi, 1496 (Uffizien)

Giovanni di Pierfrancesco de’ Medici (* 21. Oktober 1467 in Florenz; † 14. September 1498 in Santa Maria in Bagno), seit 1494 Il Popolano genannt, war ein Angehöriger der jüngeren Linie der Medici. Er heiratete im September 1497 Caterina Sforza (1463–1509), beider Sohn war der spätere Condottiere Giovanni dalle Bande Nere (1498–1526).

## Leben

### Herkunft
Giovanni wurde als zweiter Sohn von Pierfrancesco di Lorenzo de’ Medici (1430–1476/77) und dessen Ehefrau Laudomia, einer Tochter von Agnolo Acciaioli († nach 1467), in Florenz geboren.
Die Familie von Giovannis Mutter gehörte zum Adel von Florenz, ein Zweig der Acciaioli herrschte von 1388 bis 1460 im Herzogtum Athen. Agnolo Acciaioli war Geschäftspartner und politischer Verbündeter von Giovanni di Bicci de’ Medici (1360–1429) und unterstützte später auch dessen Sohn Cosimo (1389–1464). Er führte jedoch 1466 den Aufstand des florentinischen Patriziats gegen die Herrschaft von Piero di Cosimo de’ Medici an und wurde nach dessen Scheitern 1467 lebenslang aus Florenz verbannt.
Giovannis Vater Pierfrancesco, der mit den Frondeuren des Jahres 1466 sympathisierte, war der einzige Sohn von Lorenzo di Giovanni de’ Medici (1395–1440) und dessen Ehefrau Ginevra Cavalcanti, die dem Florentiner Patriziat entstammte. Lorenzo di Giovanni war der jüngere Sohn von Giovanni di Bicci sowie der jüngere Bruder von Cosimo den Alten und begründete die jüngere Linie der Medici.
Giovannis älterer Bruder war Lorenzo di Pierfrancesco de’ Medici (1463–1503).

### Die Vormundschaft Lorenzos des Prächtigen
Pierfrancesco de’ Medici regelte kurz vor seinem Tod († 1476/77) testamentarisch, dass nach seinem Ableben die Brüder Lorenzo il Magnifico (1449–1492) und Giuliano di Piero de’ Medici (1453–1478) aus der älteren Linie der Medici die Vormundschaft über seine minderjährigen Söhne Lorenzo und Giovanni erhalten. Lorenzo der Prächtige übernahm die Verwaltung ihres Erbes und gewährte den verwaisten Verwandten eine gute Erziehung. So zählte zu ihren Lehrern die bedeutenden italienischen Humanisten Angelo Poliziano und Marsilio Ficino.
Lorenzo der Prächtige hatte sich schon bei Pierfrancesco größere Summen Geld ausgeliehen, die er bei dessen Tod noch nicht zurückgezahlt hatte. Die Pazzi-Verschwörung von 1478 brachte Lorenzo weitere finanzielle Schwierigkeiten, die er nur durch das Zugreifen auf das Vermögen der Söhne Pierfrancescos überwinden konnte. Später zwang er seine Mündel, ihm weitere beträchtlichen Bargeldbestände zur Verfügung zu stellen. Im Jahre 1480 schuldete der Prächtige den Brüdern Lorenzo und Giovanni Zehntausende Fiorini. Deren finanzielle Lage war nun ebenfalls prekär, sie konnten ihre Steuern nicht bezahlen. Steuerschulden führten aber in Florenz zum Ausschluss aus allen öffentlichen Ämtern und somit zum Verlust von politischer Macht. Letztlich folgte daraus das Zerwürfnis zwischen Pierfrancescos Söhnen und ihrem Vormund.
Im Jahr 1484 verklagte Lorenzo di Pierfrancesco Lorenzo den Prächtigen zur Herausgabe des ererbten Vermögens. Ein Jahr später kam es zum Vergleich. Der Schiedsspruch des Gerichts zwang den Prächtigen, den Söhnen Pierfrancescos zum Ausgleich für seine Schulden, seinen Besitz im Mugello zu überlassen. Lorenzo der Prächtige bemühte sich den Familienzwist zu überwinden und verlobte deshalb 1487 seine Tochter Luisa mit Giovanni. Aber Giovannis Braut starb wenige Monate später, das Verhältnis zwischen Lorenzo den Prächtigen und den Söhnen Pierfrancescos blieb weiterhin zerrüttet.

### Il Popolano
Nach dem Tod ihres einstigen Vormunds († 8. April 1492) bekannten sich Lorenzo und Giovanni offen gegen den neuen Herrscher von Florenz Piero de’ Medici (1472–1503). Im Frühjahr 1494 kam es zum endgültigen Bruch zwischen Giovanni und Piero. Giovanni warb um eine junge Frau, die sich Piero ebenfalls zur Favoritin erkoren hatte. Piero ohrfeigte deswegen Giovanni öffentlich und beschuldigte ihn dann, ein Verbündeter des in Italien einmarschierenden französischen Königs Karl VIII. zu sein. Giovanni musste daraufhin – da diese Anschuldigungen als Verrat an die Republik Florenz gewertet wurden – um sein Leben fürchten, er verließ mit seinem Bruder und seinen Anhängern fluchtartig Florenz und schloss sich dem französischen Heer an.
Dort änderten Lorenzo und Giovanni ihren Familiennamen in Popolani, das ‚die Volkstümlichen‘ oder ‚dem Volke wohlgesinnt‘ bedeutete. Diese Namensänderung sollte einerseits ihre Verbundenheit zum Volk, andererseits ihre Distanz zur Politik der Medici dokumentieren. Nach dem Einmarsch der Franzosen in Florenz und dem Sturz Pieros im November 1494, stimmten Lorenzo und Giovanni für die Verbannung Pieros und seiner Brüder Giovanni (1475–1521) – der spätere Papst Leo X. – und Giuliano di Lorenzo de’ Medici (1479–1516) – der spätere Herzog von Nemours – aus Florenz.
Karl VIII. ernannte Giovanni zum Maître d’Hôtel und gewährte ihm eine stattliche Rente. Giovanni zog es deswegen vor, sich auf seine Güter zurückzuziehen, seinen Wohlstand zu genießen und sich fern von der republikanischen Politik zu halten. Er entzog sich dem Wirken Savonarolas (1452–1498), widmete sich seinen Geschäften in der Romagna und begann, den Maler Sandro Botticelli (1445–1510) finanziell zu unterstützen. Botticelli, der unter Savanorolas Einfluss ein religiöser Fanatiker wurde und die Malerei aus religiöser Überzeugung fast aufgab, wäre wohl ohne die Hilfe Giovannis verhungert. Der geniale Schöpfer von Werken wie Allegorie des Frühlings, Die Geburt der Venus oder Venus und Mars blieb bis zu seinem Tod in finanzieller Abhängigkeit des Popolani-Zweiges der Medici.

### Die Liebe zu Catarina Sforza
Im Sommer 1496 erwartete die Republik Florenz eine schlechte Ernte. Die Behörden, aber auch Spekulanten, begannen Getreide aufzukaufen. Die Florentiner Regierung wollte infolge der unruhigen politischen Lage nicht riskieren, ihre Bevölkerung hungern zu lassen und ernannte Giovanni de’ Medici deswegen zum offiziellen Beauftragten für den Aufkauf von Getreide.
Giovanni kam im August 1496 in Forlì an und begann mit Caterina Sforza, der Herrin von Forli und Imola, die er wenige Wochen vorher in Rom kennengelernt hatte, über dem Aufkauf von Weizen zu verhandeln. Er erreichte, dass zwischen Dezember 1496 und Mai 1497 über tausend Tonnen aus Forli und Imola nach Florenz geliefert wurden. Caterina zögerte anfänglich, so große Menge an Florenz zu liefern, da die Weizenerträge in der Romagna auch nicht so hoch waren, dass eine Hungersnot im kommenden Jahr völlig auszuschließen war. Aber die zweifach verwitwete Gräfin (und siebenfache Mutter) fand rasch Gefallen an den gutaussehenden, charmanten und intelligenten Gesandten der Republik Florenz und wenige Tage nach seiner Ankunft in Forli waren Caterina – der boshaft nachgesagt wurde, sie fürchte nichts so sehr wie ein kaltes Bett – und Giovanni ein Liebespaar.
Die Liebesbeziehung konnte nicht lange verheimlicht werden. Florenz war darüber erfreut, die Stadt verlieh Caterina das Bürgerrecht – dies war eine Voraussetzung für ihre spätere Heirat mit dem Florentiner Bürger Giovanni de’ Medici – und gewährte ihrem ältesten Sohn Ottaviano Riario (* 1479) ein stattliches Honorar als Söldnerführer im Dienste der Republik. Der Papst, Alexander VI. (1431–1503), reagierte 1497 noch nicht auf die Verbindung zwischen der Sforza und dem Medici. Venedig war jedoch schockiert. Eine Verbindung der kriegerischen „Tigerin“ mit dem vermögenden Giovanni de’ Medici wurde als Gefahr für die Hegemonialansprüche der Serenissima im nördlichen Italien aufgefasst. Der Herzog von Mailand, Ludovico il Moro (1452–1508), geriet in Besorgnis und entsandte seinen Botschafter Tranchedini nach Forli, um genauere Informationen zu erhalten. Caterina musste ihrem Onkel Ludovico schriftlich versichern, dass ihre Loyalität gegenüber Mailand sowie den Sforzas ungetrübt sei und ihre Beziehung zu Giovanni nur auf geschäftliche Grundlagen beruhe.
Sie stellte allerdings im August 1497 ihre Schwangerschaft fest und heiratete daraufhin im September 1497 heimlich Giovanni de’ Medici. Die Herrin von Forli und Imola bestritt aber in der Öffentlichkeit ihre dritte Eheschließung, der ausgetrickste Mailänder Botschafter Tranchedini schrieb deswegen später erbost an Ludovico il Moro: „Verflucht sei, wer einem Mann traut, aber noch mehr, der einem Weibe traut.“ (Zitat aus Klaus Schelle, Die Sforzas, S. 210: Maledictus homo, qui confidit in homini et maxime in muliere.)
Am 6. April 1498 gebar Caterina Sforza ihren jüngsten (und Giovannis einzigen) Sohn, den sie Ludovico nannte. Sie wollte mit dieser Namenswahl ihre Verbundenheit mit dem Herzog von Mailand öffentlich bekunden, dessen militärische und politische Hilfe sie bald benötigen würde. Cesare Borgia (1475–1507), Sohn des Papstes Alexander VI., begann im Sommer 1498 Forli zu belagern. Ludovico il Moro beauftragte daraufhin seinen Condottiere Gaspare Sanseverino (1458–1519), genannt il Fracassa, Caterina militärisch zu unterstützen.
Giovanni erlitt im August 1498 einen schweren Gichtanfall (ein erblich bedingtes Leiden der Medici) und reiste auf Anraten seiner Ärzte, die seine Erkrankung als nicht lebensgefährlich diagnostizierten, nach San Pietro in Bagno, einen bekannten Badeort, um dort Linderung zu finden. Dort verstarb Giovanni di Pierfrancesco de’ Medici, genannt il Popolano, unerwartet in den späten Abendstunden des 14. September 1498.

### Epilog
Die trauernde Witwe Caterina ließ zu Ehren ihres verstorbenen Mannes Münzen mit der Umschrift Caterina Sfortia Medices prägen und demonstrierte so ihre Verbundenheit zu Giovanni. Ihren Sohn Ludovico benannte sie in Giovanni um. Er sollte später unter dem Namen Giovanni dalle Bande Nere der letzte bedeutende Condottiere der italienischen Renaissance werden.
Lorenzo di Pierfrancesco de’ Medici stritt mit Caterina um das Erbe seines Bruders. Caterina erhielt schließlich die Villa von Castello, aber wenig später entführte Lorenzo ihren Sohn Giovanni. Caterina gelang es aber, ihren Sohn freizukaufen. Sie versteckte dann Giovanni aus Furcht vor weiteren Nachstellungen und gab ihn schließlich aus Sicherheitsgründen in fremde Hände. Nach ihrem Tod (1509) wuchs Giovanni im Haus von Lucrezia (1470–1553), der ältesten Tochter Lorenzos des Prächtigen, und Jacopo Salviati (1461–1533) auf. Er heiratete 1516 Maria Salviati (1499–1543), eine Tochter seiner Zieheltern, und wurde Vater des späteren ersten Großherzoges der Toskana, Cosimo I. de’ Medici (1519–1574).